# Pío III
Pío III (en latín: Pius PP. III), nacido como Francesco Nanni Todeschini Piccolomini (Siena, 29 de mayo de 1439-Roma, 18 de octubre de 1503) fue el 215.º papa de la Iglesia católica.

## Primeros años y estudios
Francesco Nanni Todeschini Piccolomini nació en Siena, el 29 de mayo de 1439, cuarto hijo de Giovanni Nanni Todeschini y Laudomia Piccolomini, hermana de Eneas Silvio Piccolomini.
Después de estudiar Derecho en la Universidad de Perugia, se convirtió en protonotario apostólico a la edad de solo 22 años de edad. Luego de que su tío Eneas Silvio fuera elegido Papa en 1458, con el nombre de Pío II, ordenó la elevación a archidiócesis de la otrora Diócesis de Siena a través de la bula Triumphans Pastor, nombrando al joven Francesco como administrador de este, el 6 de febrero de 1460. Pío II le permitiría llevar su apellido (Piccolomini) y rango. El 23 de abril de 1459, Francesco había recibido las insignias arzobispales, pero no había sido consagrado, lo que ocurrirá recién cuando sea elegido al Papado. Durante aquella época comenzó su labor como protector del reino de Inglaterra y el Sacro Imperio.

## El cardenal Piccolomini
Creado cardenal diácono en el consistorio celebrado en Siena el 5 de marzo de 1460, Francesco recién llegó a la ciudad el 21 de marzo, y ese día pudo recién recibir el capelo cardenalicio. El 26 de marzo se la da el título de San Eustaquio y fue nombrado legado a latere en las Marcas, dejando Siena el 30 de abril de 1460, viajando a Pesaro.

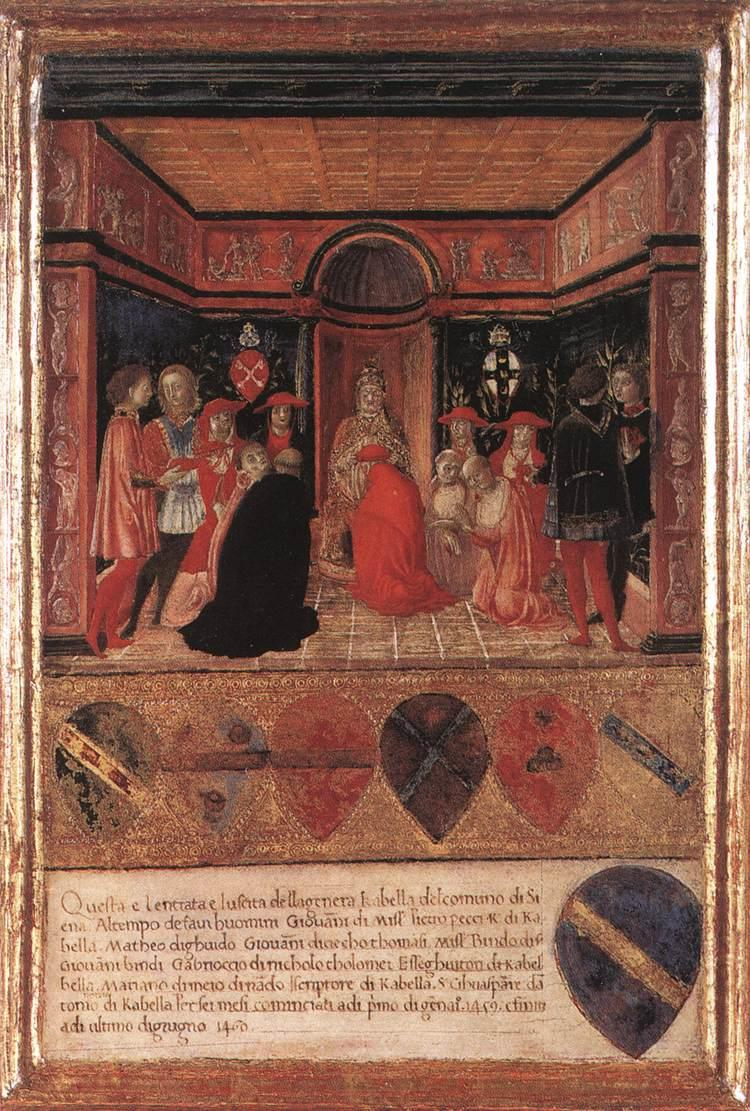
Pío II impone el capelo cardenalicio a Piccolommini. Francesco di Giorgio, 1460.

Luego de ocasionales visitas a Roma, entre las que se le encomendó la misión de llevar el cráneo de San Andrés apóstol en abril de 1462 junto a los cardenales Basilio Besarión y Alessandro Oliva; será nombrado arcediano de Brabante en la catedral de Cambrai en 1462. El 9 de noviembre de 1463 se traslada a Pienza, al palacio de su familia, debido a la peste que se encontraba asolando Italia. Cuando Pío II viajó a Ancona, el 18 de junio de 1464, nombró a Francesco legado personal en Roma y en los Estados Pontificios durante su ausencia. Participaría en el cónclave de 1464 que eligió papa a Paulo II.
El 24 de diciembre de 1468 fue designado para recibir a las puertas de Roma al emperador Federico III de Habsburgo, recibiéndolo el 15 de mayo del siguiente año en el monasterio benedictino de Quarto, ubicado en su archidiócesis. Gracias a su amplio conocimiento del idioma alemán, el 18 de febrero de 1471 fue nombrado legado apostólico en el Sacro Imperio Romano Germánico, logrando variados éxitos en la dieta de Ratisbona. El 27 de diciembre de 1471 retorna a Roma, siendo recibido por el papa Sixto IV, elegido durante su ausencia. Fue empleado por este último para restaurar la autoridad eclesiástica en Umbría. En agosto de 1471 se le nombró protodiácono del Colegio cardenalicio, por lo que debió anunciar la elección y coronar a Inocencio VIII en 1483.
Nombrado administrador de la sede de Fermo el 21 de febrero de 1485, se mantuvo en el cargo hasta el 26 de mayo de 1494, renunciando en favor de Agostino Piccolomini. A la muerte de este último en 1496, volvió a hacerse cargo de la sede, manteniendo el puesto hasta su elección al papado. El 5 de noviembre de 1488 fue nombrado legado a letere en Perugia, renunciando el día 11 de noviembre del siguiente año sin lograr pacificar la ciudad ni conciliar a las ciudades de Foligno y Spello. Regresó a Roma el 15 de noviembre de 1489. Participó en el cónclave de 1492, anunciando y coronando papa a Alejandro VI. El nuevo pontífice lo nombró legado a letere del rey Carlos VIII de Francia el 1 de octubre de 1493: el rey llegó a la Toscana, precisamente a Lucca, el 8 de noviembre de ese año, pero el monarca no recibió el cardenal, por lo que este retornó a Roma en marzo de 1495. El 27 de mayo de ese año fue a Orvieto con el papa, dejando a Roma a las tropas francesas.
Nombrado administrador de las sedes de Pienza y Montalcino el 31 de octubre de 1495, ocupó este cargo hasta marzo de 1498, siendo sucedido por Girolamo Piccolomini. En agosto de 1497, fue nombrado miembro de una comisión de seis cardenales encargados de redactar un proyecto de ley para reformar la Curia romana. El 8 de febrero de 1501 se le comisionó, junto a otros dos cardenales, la búsqueda de financiamiento para una nueva cruzada.
En 1502 el cardenal encargó una biblioteca, con acceso desde el pasillo de la catedral de Siena, que estaría destinada a albergar la biblioteca de textos humanistas reunidos por su tío, y que encargó decorar al artista Pinturicchio con frescos en la bóveda y diez paneles narrativos a lo largo de las paredes que representaran escenas de la vida de Pío II. La iconografía que ilustra la vida de este Papa parte desde el apoyo que había otorgado al antipapa Félix V. Aunque Pinturrichio trabajó durante cinco años, los libros nunca llegaron a su espléndido destino y, sin embargo, la Biblioteca Piccolomini ha logrado permanecer como una obra representativa del Alto Renacimiento en Siena.

## Corto papado

### La elección de Piccolomini

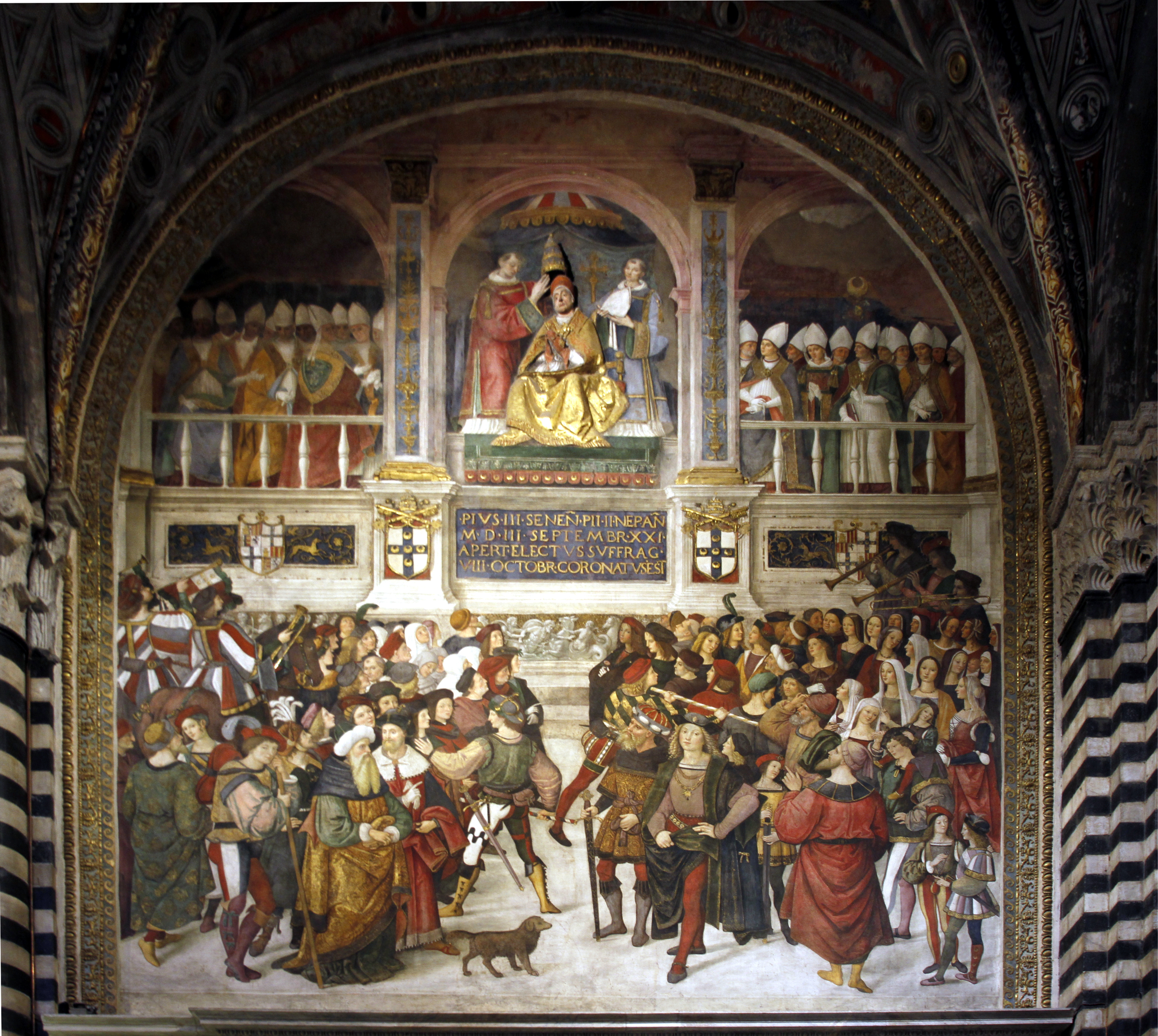
Coronación de Pío III. Se celebró en la escalinata de la Antigua Basílica de San Pedro. Pinturicchio, 1503/07.

Aunque anteriormente Piccolomini se había opuesto con valentía a la política de Alejandro VI, en medio de los disturbios como consecuencia de la muerte de este en 1503, se sumó la presión combinada de todos los embajadores para hacer que César Borgia se retirara de Roma, de modo que pudiera celebrarse un cónclave sin presiones. Había dos favoritos: el cardenal Georges d'Amboise, apoyado por Borgia, y el cardenal Giuliano della Rovere. Con tal de evitar la prolongación del cónclave, della Rovere acordó dar su apoyo a Piccolomini. El 22 de septiembre fue elegido y adoptó el nombre de Pío III en honor a su tío.
Esta elección puede ser vista como un compromiso entre las facciones Borgia y della Rovere, decidiendo por un cardenal con problemas de salud, pero con una vasta experiencia en la Curia de Sixto IV y Alejandro VI.

### Los veintiséis días de Pío III

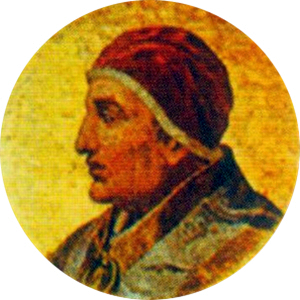
Pío III

El 1 de octubre de 1503 fue consagrado obispo por el cardenal Giuliano della Rovere, y el 8 de octubre fue coronado en la escalinata de la basílica de San Pedro por el cardenal Rafael Sansoni Riario. Sin embargo, para la época en que fue elegido, sufría de un agravamiento de su enfermedad de gota, por lo que tuvo que estar sentado durante toda la ceremonia.
Durante su brevísimo pontificado, celebró un consistorio sin crear cardenales en este, y pidió a Miguel Ángel un gran proyecto escultórico, que el artista nunca realizaría.
Luego de veintiséis días de gobierno, falleció el 18 de octubre, a causa de la ulceración de una de sus piernas según el reporte oficial, en el Palacio Apostólico de Roma. Sin embargo, algunos alegatos de envenenamiento por instigación de Pandolfo Petrucci, gobernador de Siena, surgieron a los pocos días.
Enterrado junto a su tío Pío II en la capilla de San Andrés, en la basílica Vaticana, su tumba fue costeada por sus hermanos Santiago y Andrés. Durante los trabajos de reconstrucción de la basílica, su monumento fue trasladado a las grutas vaticanas, mientras que sus restos fueron llevados a la basílica de Sant'Andrea della Valle en Roma, donde se encontraba anteriormente el Palacio Piccolomini. En 1614, su cuerpo fue colocado en un mausoleo encargado por el cardenal Alessandro Damasceni Peretti.
|                                                              |
| Sarcófago provisorio de Pío III. Grutas vaticanas, Vaticano. |

|                                                                            |
| Monumento sepulcral de Pío III. Basílica de Sant'Andrea della Valle, Roma. |

## En la cultura popular
El personaje de Piccolomini fue interpretado en su época de cardenal por Predrag Bjelac en la serie de televisión Borgia de 2011.